# Xavier Blond (Biathlet)
Xavier Blond (* 18. Juni 1965 in Grenoble) ist ein ehemaliger französischer Biathlet.
Xavier Blond war für Autrans aktiv. Er gehörte zu der Generation französischer Biathleten, die gegen Ende der 1980er Jahre den französischen Biathlon in die Weltspitze führten. Einen ersten Erfolg erreichte Blond, als er an der Seite von Hervé Flandin und Thierry Gerbier bei den Biathlon-Juniorenweltmeisterschaften 1985 in Egg am Etzel Bronze im Staffelrennen gewann. Er nahm erstmals 1986 in Oslo an Biathlon-Weltmeisterschaften teil und wurde 57. des Sprints. Nächstes Großereignis waren die Olympischen Winterspiele 1988 in Calgary, bei denen Blond erneut im Sprint zum Einsatz kam und mit dem 56. Rang fast die identische Platzierung des Vorjahres erreichte. Mit der Mannschaft wurde er Achter. Es folgten die erfolgreichsten Weltmeisterschaften 1990 in Kontiolahti und Oslo für Blond. Im Sprint wurde er 52., mit der Staffel gewann er an der Seite von Christian Dumont, Hervé Flandin und Thierry Gerbier die Silbermedaille. In der Mannschaft, die Bronze gewann, wurde er nicht eingesetzt, seinen Platz bekam Stéphane Bouthiaux. Bei den Weltmeisterschaften 1991 in Lahti wurde er 17. des Sprintrennens und mit Dumont, Gilles Marguet und Flandin Staffel-Sechster. Bei den Olympischen Winterspielen 1992 in Albertville erreichte der Franzose als Startläufer im Staffelrennen mit Gerbier, Dummont und Flandin wie im Vorjahr bei den Weltmeisterschaften den sechsten Rang, im Sprint wurde er 45. Letzte internationale Meisterschaft wurden die Weltmeisterschaften 1993 in Borowetz. Blond wurde 60. des Sprints und mit Patrice Bailly-Salins, Lionel Laurent und Christian Dumont als Startläufer der Staffel Achter. Im Mannschaftsrennen gewann er mit den jungen Athleten Gilles Marguet, Thierry Dusserre und Lionel Laurent als erfahrener Begleiter Bronze. Im Biathlon-Weltcup startete er zwischen 1986 und 1994 regelmäßig. In Steinkjer verpasste er bei einem Sprint 1989 um einen Rang einen Podestplatz, erreichte damit dennoch sein bestes Einzelresultat. Für die Olympischen Winterspiele 1994 in Lillehammer konnte er sich gegen die nachrückenden jungen Athleten nicht mehr qualifizieren und beendete nach der Saison seine Karriere.

## Biathlon-Weltcup-Platzierungen
| Platzierung                               | Einzel | Sprint | Verfolgung | Massenstart | Team | Staffel | Gesamt |
| ----------------------------------------- | ------ | ------ | ---------- | ----------- | ---- | ------- | ------ |
| 1. Platz                                  |        |        |            |             |      |         |        |
| 2. Platz                                  |        |        |            |             |      | 1       | 1      |
| 3. Platz                                  |        |        |            |             | 1    |         | 1      |
| Top 10                                    | 2      | 2      |            |             | 2    | 5       | 11     |
| Punkteränge                               | 6      | 5      |            |             | 2    | 5       | 18     |
| Starts                                    | 20     | 26     |            |             | 2    | 5       | 53     |
| Stand: Karriereende, Daten nicht komplett |        |        |            |             |      |         |        |